# Laid Back
Laid Back è un duo danese di musica elettropop composto da John Guldberg (voce, chitarra, basso) e Tim Stahl (voce, tastiera, batteria, basso), formatosi nel 1979.
Si sono imposti al pubblico nel 1983 grazie ai singoli Sunshine Reggae e White Horse, divenuti dei classici della musica dance commerciale degli anni ottanta e remixati numerose volte nel corso del decennio e anche negli anni successivi.
Il duo ha proseguito la sua attività discografica, pubblicando nuovi album e singoli anche nei decenni successivi, pur non ottenendo il successo commerciale dei primi anni ottanta.

## Discografia

### Album
- 1981 - Laid Back
- 1983 - Keep Smiling
- 1985 - Play It Straight
- 1987 - See You in the Lobby
- 1990 - Hole in the Sky
- 1993 - Why Is Everybody in Such a Hurry
- 1995 - Laidest Greatest
- 1999 - Unfinshed Symphonies
- 2004 - Happy Dreamer
- 2008 - Good Vibes - The Very Best of Laid Back
- 2011 - Cosmic Vibes
- 2012 - Cosyland
- 2013 - Uptimistic Music, Vol. 1

### Singoli
- 1980 - Maybe I'm Crazy
- 1981 - China Girl
- 1981 - Boliva
- 1981 - Boliva/Maybe I'm Crazy
- 1981 - Maybe I'm Crazy
- 1981 - Night Train Boggie
- 1982 - High Society Girl
- 1982 - Step Out of Your Box/High Society Girl
- 1983 - Sunshine Reggae
- 1983 - White Horse
- 1983 - Elevatorboy
- 1985 - One Life/It's The Way You Do It
- 1985 - I'm Hooked (US Dance Mix)
- 1985 - Don't Run Froom Your Shadow
- 1987 - Party at the White House
- 1987 - It's a Shame
- 1987 - So this is X.mas
- 1989 - Bakerman
- 1990 - Highway of Love
- 1990 - Bet It on You
- 1993 - Groovie Train
- 1993 - I Can't Live Without Love
- 1995 - We Don't Do It
- 1996 - Tæt På Ækvator 1996 Version (Lis Sørensen & Laid Back)
- 1999 - Feels Like Heaven (Ringo Brothers Remix)
- 1999 - Key to Life
- 2000 - Sunshine Reggae 2000 (vs. Funkstar De Luxe)
- 2004 - Beautiful Day
- 2005 - People
- 2005 - Happy Dreamer
- 2006 - Bakerman (Shaun Baker featuring Laid Back)
- 2010 - Cocaine Cool
- 2011 - Gethigh
- 2011 - Cocaine Cool (vs. Soul Clap)
- 2012 - Bohemian Soul (Kasper Bjørke featuring Laid Back)
- 2013 - Rocketship to Mars
- 2013 - Clear Your Mind
- 2013 - White Horse (Funkerman Remix)